# Нью-Лебанон (Пенсільванія)
Нью-Лебанон (англ. New Lebanon) — місто (англ. borough) в США, в окрузі Мерсер штату Пенсільванія. Населення — 183 особи (2020).

## Географія
Нью-Лебанон розташований за координатами 41°25′12″ пн. ш. 80°4′48″ зх. д. / 41.42000° пн. ш. 80.08000° зх. д. (41.420064, -80.080006).  За даними Бюро перепису населення США в 2010 році місто мало площу 3,31 км², з яких 3,30 км² — суходіл та 0,01 км² — водойми.

## Демографія
Згідно з переписом 2010 року, у селищі мешкало 188 осіб у 76 домогосподарствах у складі 56 родин. Густота населення становила 57 осіб/км².  Було 101 помешкання (31/км²).
Расовий склад населення:
| - 96,8 % — білих - 0,5 % — чорних або афроамериканців |

До двох чи більше рас належало 2,7 %. Частка іспаномовних становила 0,5 % від усіх жителів.
За віковим діапазоном населення розподілялося таким чином: 25,5 % — особи молодші 18 років, 56,9 % — особи у віці 18—64 років, 17,6 % — особи у віці 65 років та старші. Медіана віку мешканця становила 39,8 року. На 100 осіб жіночої статі у селищі припадало 93,8 чоловіків;  на 100 жінок у віці від 18 років та старших — 89,2 чоловіків також старших 18 років.
Середній дохід на одне домашнє господарство  становив 56 171 долар США (медіана — 45 000), а середній дохід на одну сім'ю — 63 573 долари (медіана — 51 250). За межею бідності перебувало 12,0 % осіб, у тому числі 15,4 % дітей у віці до 18 років та 4,5 % осіб у віці 65 років та старших.
Цивільне працевлаштоване населення становило 75 осіб. Основні галузі зайнятості: освіта, охорона здоров'я та соціальна допомога — 34,7 %, виробництво — 21,3 %, сільське господарство, лісництво, риболовля — 10,7 %, науковці, спеціалісти, менеджери — 6,7 %.